# Medellín
Medellín (spansk udtale: meðeˈʝin) el. meðeˈʎin, officielt Municipio de Medellín), er den næststørste by i Colombia, efter Bogotá. Byen er hovedstad i departementet Antioquia. Byen er beliggende i dalen Aburrá i de centrale Andesbjerge i Sydamerika. Ved folketællingen i 2018 havde byen et indbyggertal på 2.427.129 mennesker. Byområdet, der omfatter ni andre byer befolkes af ca. 3,7 mio. mennesker.
Byen blev grundlagt i 1616 og er et af de største turistmål i Colombia.